# Saccobolus infestans
Saccobolus infestans är en svampart som först beskrevs av Bat. & Pontual, och fick sitt nu gällande namn av Johannes van Brummelen 1967. Saccobolus infestans ingår i släktet Saccobolus och familjen Ascobolaceae.   Inga underarter finns listade i Catalogue of Life.